# Eustachys uliginosa
Eustachys uliginosa là một loài thực vật có hoa trong họ Hòa thảo. Loài này được (Hack.) Herter mô tả khoa học đầu tiên năm 1940.